# Corambidae
Famille
Les Corambidae sont une famille de mollusques de l'ordre des nudibranches (limaces de mer).

## Liste des genres
Selon World Register of Marine Species (15 décembre 2022) :
- genre Corambe Bergh, 1869 -- 9 espèces
- genre Loy Martynov, 1994 -- 3 espèces